# Hôtel particulier de Zinaïda Morozova
L'hôtel particulier de Zinaïda Morozova ou hôtel particulier Morozov (en russe : Особняк Зинаиды Морозовой) est une maison de maître de style pseudo-gothique russe située dans l'arrondissement Presnenski à Moscou, ayant appartenu à Zinaïda Morozova, épouse de l'industriel Savva Morozov. Construite suivant le projet de l'architecte Franz Schechtel, c'est un chef-d'œuvre du début de l'Art nouveau moscovite. Depuis 1938, l'hôtel particulier est la maison de réception du ministère des Affaires étrangères de la Russie. La parcelle de terrain de la rue Spiridonovka sur laquelle a été construit l'immeuble des Morozov a été achetée en 1893, l'hôtel particulier est construit en 1898, puis c'est le peintre Mikhaïl Vroubel qui a réalisé la décoration intérieure.
Après la mort (l'hypothèse du suicide est avancée par certains) de Savva Morozov en 1905 (à Cannes), son épouse a vendu la propriété à un industriel mécène Mikhaïl Riabouchinksi (ru), qui a été forcé d'émigrer en 1918. Après sa nationalisation, l'immeuble a été transféré au commissariat du peuple aux affaires étrangères d'URSS, et plus tard transformé en maison de réception du ministère des affaires étrangères,. À l'époque de la Grande Guerre patriotique, les ministres des Affaires étrangères des États-Unis, de la Grande-Bretagne et de l'Union soviétique se sont réunis dans l'hôtel particulier Morozov. En 1995, un incendie majeur a eu lieu à l'hôtel Morozov. Celui-ci a été restauré sur base des dessins et photographies conservées,.

## Architecture

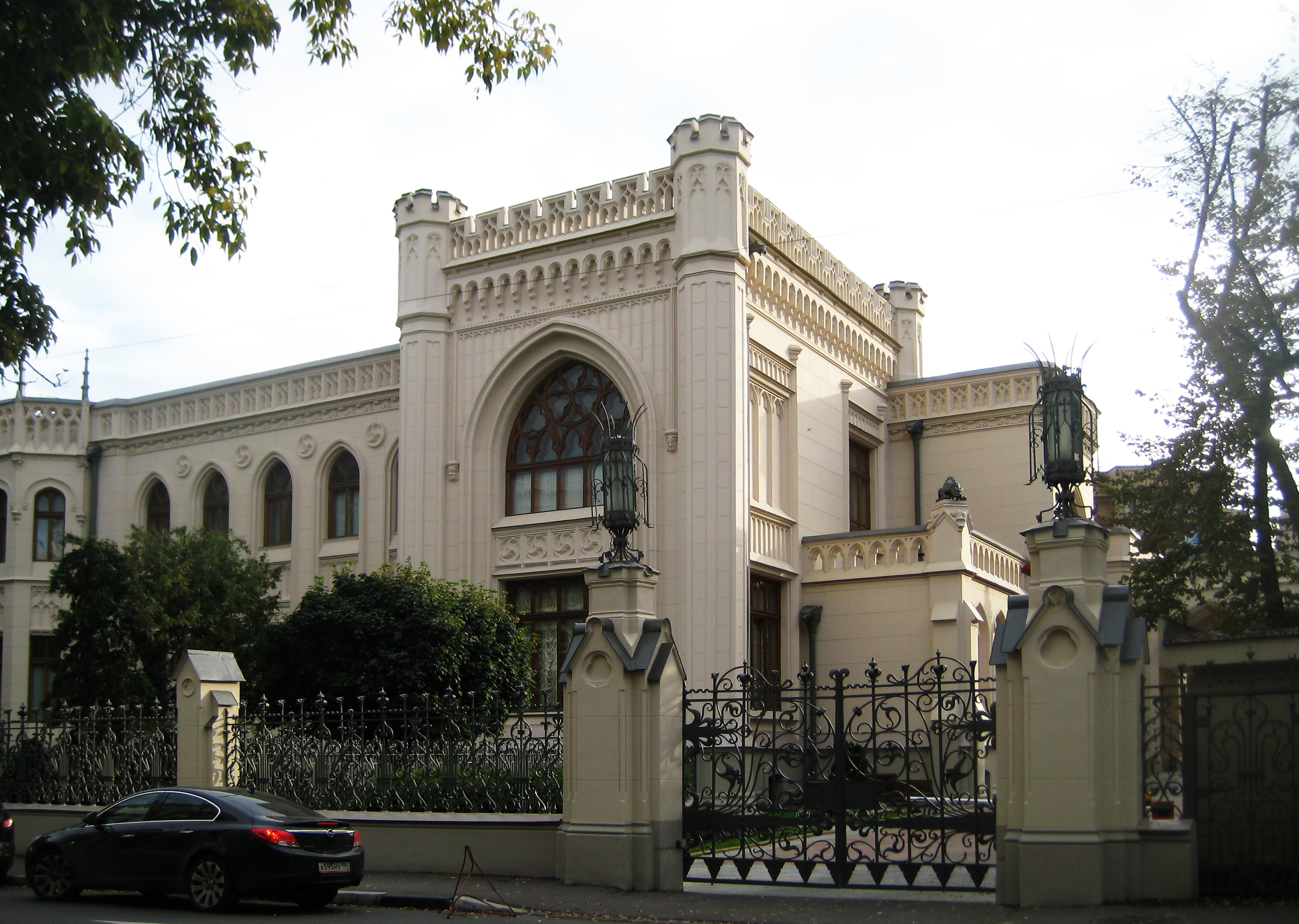
Vue latérale de l'hôtel particulier de Zinaïda Morozova. 2012

### Particularités de la façade
Après avoir obtenu son diplôme universitaire, Savva Morozov part étudier au Royaume-Uni, où il va examiner le fonctionnement des manufactures et usines textiles anglaises. Il est, à cette occasion, séduit par les cathédrales anglaises de style néo-gothique et, en 1893, il conçoit sa propre maison dans le même style que celui qu'il a apprécié en Angleterre. L'architecte Franz Schechtel était à cette époque fasciné par les motifs médiévaux et a réussi à réaliser concrètement les désirs de son client,.
Selon l'architecte, le charme de la demeure est révélé par la dynamique de son style. L'hôtel particulier de Zinaïde Morozova est devenu le premier édifice urbain, depuis l'époque de Pierre Ier le Grand, qui se distingue par l'expressivité artistique de chacune de ses façades. De tous les angles de vue, c'est une image harmonieuse qui ressort de la maison grâce à ses formes et au rythme architectural choisi pas son concepteur. Malgré les différences extérieures, certains historiens d'art notent la similitude de conception avec les constructions des khoromy russes, dont l'une des caractéristiques principales était la correspondance des locaux intérieurs avec les volumes indépendants extérieurs,.
Comme dans d'autres réalisations de Schechtel, l'immeuble possède un centre stylistique qui crée une continuité dans la façade. La tour à deux étages, avec ses ouvertures massives de fenêtres, permet de créer une impression de cohérence générale, et la répétition rythmique des détails décoratifs participe à la même recherche d'unité. La perception de chaque élément du décor, que ce soit un escalier, une terrasse, des contreforts, est renforcée par la présence d'un détail apparenté. Les volumes carrés de la partie droite du bâtiment donnent à la tour principale de deux étages une majestueuse harmonie.
Pour ne pas distraire le spectateur dans son regard sur la disposition spatiale des différents éléments, l'architecte refuse les éléments décoratifs massifs. L'expression artistique principale provient de la répartition des ouvertures de fenêtres. Il s'est concentré sur la disposition rythmique et la forme de ces fenêtres dont les dimensions et l'emplacement diffèrent sur les différentes façades.

### Aménagements et intérieurs
Franz Schechtel s'écarte des plans basés sur l'enfilade de pièces (en), qui était adoptée à l'époque. Il dispose les pièces de la maison autour d'un noyau spatial qui est le vestibule et l'avant-hall d'entrée. En entrant dans la maison, les invités montent un escalier, garni de serpents et de chimères, dans un avant-hall spacieux et lumineux. D'un côté de cet escalier se trouvent les salons, et de l'autre un escalier principal menant au second étage dans le bureau de Savva Morozov. Cette disposition des pièces rendait la direction verticale aussi importante que la direction horizontale, ce qui était inhabituel pour une maison du XIXe siècle,.
La conception de la décoration gothique des locaux a été confiée à Mikhaïl Vroubel. Celui-ci a décoré le petit salon avec trois panneaux sur le thème Le moments du jour, et pour l'escalier d'entrée, il a créé une composition sculpturale intitulée Roberte et les religieuses ainsi qu'un vitrail Le chevalier, qui devait selon son auteur être placé dans une alcôve particulière illuminée de manière uniforme durant les vingt-quatre heures du jour. Les autres espaces intérieurs, à l'exception des pièces principales, sont décorées en rococo et style Empire et sont aussi variés que les parties extérieures de l'immeuble. Une importance particulière est accordée aux lustres baroques. L'amour de l'architecte pour les appareils d'éclairage vient de son attrait pour les innovations techniques de cette époque. Mikhaïl Riabouchinski (ru), devenu propriétaire des lieux, a remis à son goût le grand salon avec l'aide d'un artiste du nom de Bogaïevski. Ce dernier a réalisé trois panneaux de paysages sur le thème de la Crimée, qui ont renforcé le caractère gothique donné précédemment par Vroubel aux intérieurs,.

## Histoire

### L'hôtel particulier des Morozov

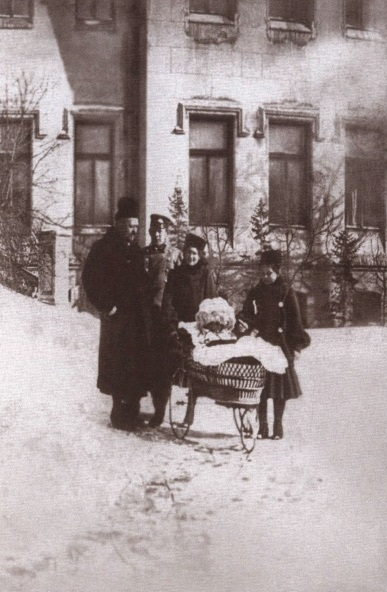
Savva Morozov avec ses enfants en 1905.

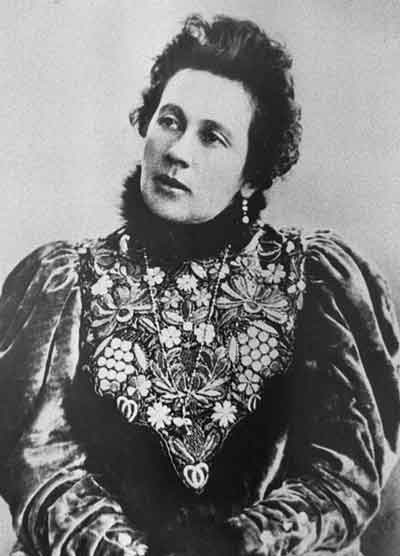
Zinaïda Morozova (1867-1947) épouse de Savva Morozov. Photo de la fin du XIXe siècle.

La famille Morozov, après avoir décidé de construire une nouvelle demeure, s'adresse au jeune architecte Franz Schechtel pour réaliser les plans. Cet architecte connaissait déjà Savva Morozov, pour lequel il avait conçu un chalet en bois, le long de la rivière Kirjatch. L'architecte était déjà connu dans le monde des marchands, mais c'était sa première réalisation d'une telle dimension. Franz Schechtel avait été exclu de l'École de peinture, de sculpture et d'architecture de Moscou en troisième année pour absentéisme régulier, et c'est pourquoi il n'avait pas le droit de réaliser des bâtiments dans les limites de la ville. Il lui a fallu passer des examens pour signer les plans à son nom,.
Mais malgré tout, Schechtel n'a pas pu légalement diriger les travaux avant janvier 1894, c'est pourquoi la responsabilité professionnelle du projet était supportée par Ivan Kouznetsov, qui était l'assistant de Schechtel. La construction a commencé à l'automne 1893, dès l'approbation des plans par les autorités de l'urbanisme municipal,. L'architecte voulait créer un ensemble harmonieux pour la propriété de Zinaïde Morozova et cherchait un artiste-peintre talentueux et original pour la décoration. Il fixe son choix sur Mikhaïl Vroubel, encore peu connu à cette époque. Ensemble, ils ont travaillé sur l'hôtel particulier pendant quatre ans et, en 1898, l'hôtel particulier était achevé,.
Après s'être installée dans sa nouvelle demeure, Zinaïda Morozova transforme celle-ci en un salon littéraire au centre de la vie culturelle de la ville. Les Morozov y accueillent des personnalités politiques et des intellectuels : on y rencontre Serge Witte, la grande-duchesse Élisabeth, Anton Tchekhov, Vladimir Nemirovitch-Dantchenko, Isaac Levitan, Alexandre Benois ou Fédor Chaliapine,. Le prince Sergueï Chtcherbatov se souvient des réceptions :

« C'était un tel événement, la construction de ce nouveau palais aux dimensions exceptionnelles et luxueuses dans le style anglo-saxon, mais sur la rue Spiridonovka... La maîtresse de maison, Zinaïda Morozova, un grand esprit, avec un tact inné, couverte de perles merveilleuses, accueillait les hôtes avec une grandeur vraiment royale. »

À la différence de son épouse, Savva Morozov considérait la manufacture de Nikolskoïe comme sa véritable maison. Il participait rarement aux réceptions mondaines et passait la plupart de ses soirées dans son bureau. Maxime Gorki lui rendait fréquemment visite, et décrit ainsi la ville de la famille :

« Dans le bureau de Savva Morozov, tout est simple et modeste... derrière le bureau se trouve une chambre à coucher ; les deux pièces, par leur inconfort, donnaient l'impression d'être une maison de célibataire. Mais en bas... dans toutes les pièces se trouvaient une foule de riches objets de nature diverses et dont la destination était la même : empêcher que le visiteur se déplace librement. »

Savva Morozov était passionné par les idées de l'Union des zemtsevs et des constitutionalistes (organisation libérale et illégale de gauche), à laquelle il permettait de tenir des réunions dans sa maison et pour laquelle il cachait à la police la présence du révolutionnaire Nikolaï Bauman, qui venait dormir dans la salle de billard. Le mécène avouait même que, durant ces réunions, il passait sa nuit en visitant Moscou avec le gradonatchalnik, chef de la police de la ville Anatoli Rheinbott (ru),.

### Nationalisation

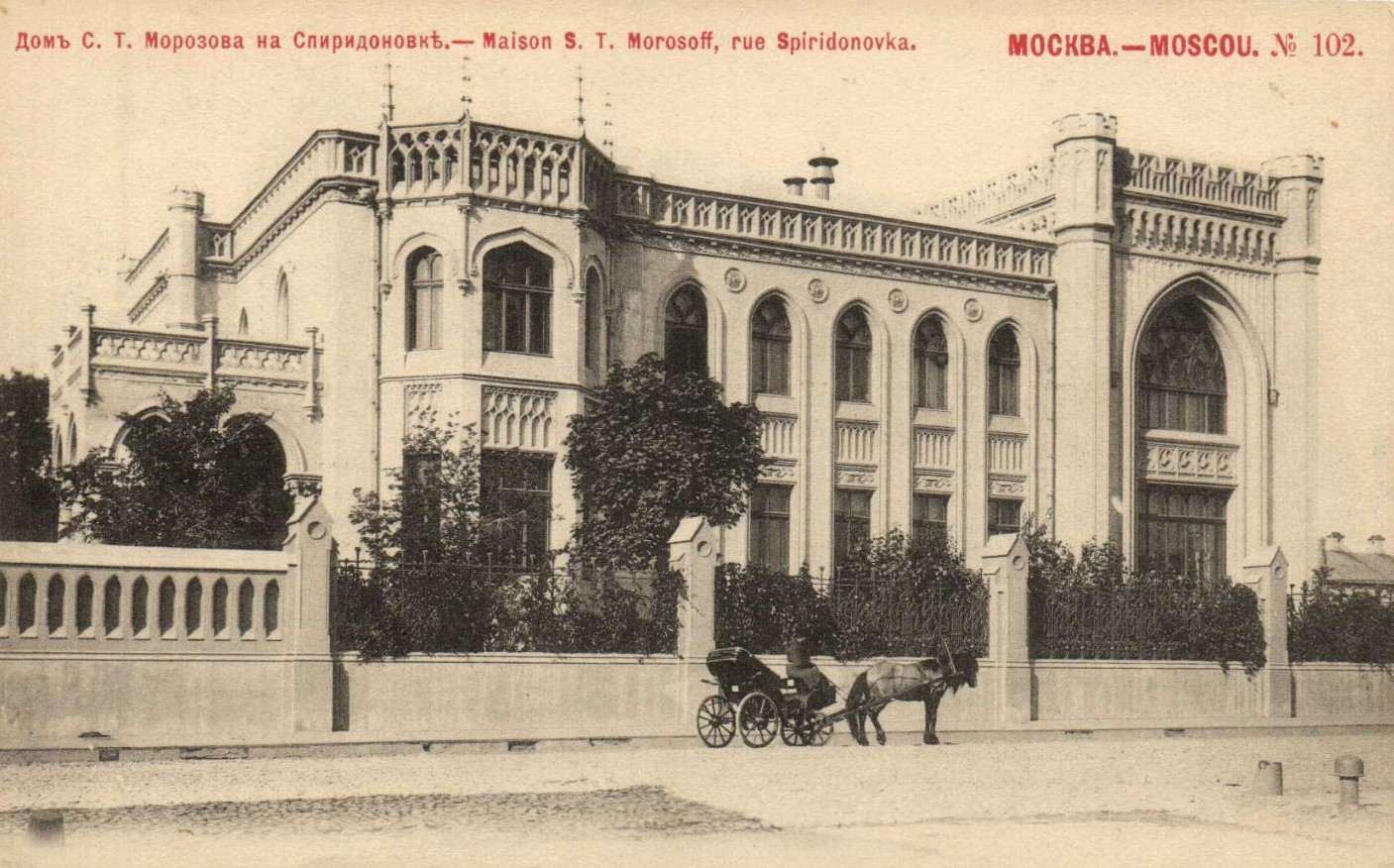
Façade de l'hôtel particulier de Zinaïde Morozov (date de 1913)

Après la mort de Savva Morozov en 1905, son épouse ne peut plus assumer les charges d'un aussi grand immeuble et, en 1909, elle le vend au mécène et entrepreneur Mikhaïl Riabouchinksi (ru), qui souhaitait y vivre avec son frère Stepan Riabouchinski,. En tant que collectionneur, Mikhaïl Riabouchinski restaure l'immeuble de telle manière qu'il puisse accueillir, dans les meilleures conditions, une collection de peintures d'auteurs russes et étrangers comprenant des toiles d'Alexandre Benois, Auguste Renoir, Edgar Degas et d'autres encore. Il rénove la décoration intérieure et demande la participation de l'artiste Constantin Bogaïevski à cette fin. Ce dernier complète le travail de Mikhaïl Vroubel grâce à trois panneaux intitulés respectivement : Vallée, Soleil et Montagne. En 1916, l'épouse de Riabouchinski, Tatiana Fominichna, donne naissance à une fille qui deviendra plus tard la ballerine Tatiana Riabouchinska. Mais la famille Riabouchinski n'a pas vécu longtemps dans l'hôtel de maître et après 1917 elle a émigré. Une partie de la collection de Mikhaïl Riabouchinski a été déposée à la garde de la Galerie Tretiakov, et le reste a été caché dans les murs de la maison en espérant un retour rapide,.
Après la révolution, l'hôtel particulier a été nationalisé et a abrité un Comité alimentaire provincial. Le 8 décembre 1918, lors du congrès des soviets de l'union soviétique, Lénine y a prononcé un discours sur la lutte contre les koulaks et la spéculation en matière de produits alimentaires.
Dans les années 1920, l'hôtel particulier abrite un refuge pour orphelins réfugiés de Bucarest et dans une dépendance l'Institut Ouzbek d'instruction Joseph Staline. Lors d'un réaménagement des pièces intérieures, une cachette est découverte derrière une armoire qui contenait des tableaux de la famille Riabouchinski dont des œuvres de Pavel Brioullov, Vassili Tropinine, Valentin Serov, Mikhaïl Vroubel, Ilia Répine, un buste en marbre de Victor Hugo, des sculptures d'Auguste Rodin et de la précieuse porcelaine orientale. En 1929, l'immeuble est remis au commissariat populaire des affaires étrangères,, et durant les neuf années qui suivent, il servira de résidence au commissaire du peuple Maxime Litvinov.

## L'hôtel particulier Morozov dans l'art
L'apparition de cette maison de riche marchand n'a pas manqué d'attirer l'attention des Moscovites. Ils l'ont appelée le Palacio ou la merveille de Moscou. Quant à l'acteur Mikhaïl Sadovski, il a composé l'épigramme caustique suivant :

« Ce château évoque beaucoup de choses et je m'en suis senti, inconsciemment, désolé : là où régnait auparavant l'esprit russe, règne maintenant l'ingéniosité des fabriques. »

Certains admirateurs de Mikhaïl Boulgakov croient que l'héroïne du roman Le Maître et Marguerite a vécu dans l'hôtel particulier Morozov, mais les critiques littéraires ne partagent pas ce point de vue,. 
Maxime Gorki a décrit cette maison de la rue Spiridonovka dans son essai Savva Morozov.
En 2017, dans les murs de cette maison de maître a eu lieu le tournage d'un long métrage de guerre intitulé Sur Paris (ru). Les créateurs du film ont choisi cette maison en raison de ses particularités architecturales et de la similitude de ses façades avec les palais allemands.